# Elecciones estatales de Baja Sajonia de 1990
La elección estatal de Baja Sajonia de 1990 tuvo lugar el 13 de mayo de 1990, en paralelo con la elección del estado de Renania del Norte-Westfalia. Por primera vez en una elección estatal de Baja Sajonia, se aplicaba el sistema electoral de dos votos, al igual que en las elecciones federales.

## Antecedentes
En las elecciones estatales de 1986, la CDU bajo el primer ministro Ernst Albrecht había perdido su mayoría absoluta y sólo había podido formar una mayoría gubernamental con el FDP.
En contraste, el SPD dirigido por Gerhard Schröder había sido capaz de aumentar significativamente su cuota de votos. Sin embargo, Schröder falló con el objetivo de reemplazar a Albrecht y luego se convirtió en líder de la oposición en el Parlamento.

## Resultados
La proporción de votos cambió sólo ligeramente, pero fueron suficientes, sin embargo, para que el SPD fuera el partido más fuerte y pudiera reemplazar al gobierno de Albrecht con los Verdes.
Schröder fue elegido el 21 de junio de 1990, como primer ministro y formó un gabinete, que incluyó a dos ministros de Los Verdes (entre ellos Jürgen Trittin).
Con esta votación, los gobiernos de los estados dirigidos por el SPD ganaron la mayoría en el Bundesrat. Después de las elecciones parlamentarias en los nuevos estados federados, sin embargo, los estados gobernados por la CDU fueron capaces de conquistar de nuevo la mayoría.
| Partido          | Erststimmen | Erststimmen | Erststimmen    | Zweitstimmen | Zweitstimmen | Zweitstimmen |
| Partido          | Votos       | %           | Mand. directos | Votos        | %            | Escaños      |
| ---------------- | ----------- | ----------- | -------------- | ------------ | ------------ | ------------ |
| SPD              | 1.943.278   | 46,22       | 61             | 1.865.267    | 44,24        | 71           |
| CDU              | 1.811.352   | 43,08       | 39             | 1.771.974    | 42,03        | 67           |
| FDP              | 213.425     | 5,08        |                | 252.615      | 5,99         | 9            |
| GRÜNE            | 213.114     | 5,07        |                | 229.846      | 5,45         | 8            |
| REP              | 6.022       | 0,14        |                | 62.054       | 1,47         |              |
| NPD              | 9.396       | 0,22        |                | 8.255        | 0,20         |              |
| Familie          | 531         | 0,01        |                | 4.529        | 0,11         |              |
| PBC              |             |             |                | 3.858        | 0,09         |              |
| Öko-Union        |             |             |                | 3.682        | 0,09         |              |
| ÖDP              | 577         | 0,01        |                | 3.603        | 0,09         |              |
| Die Unabhängigen | 5.737       | 0,14        |                | 2.739        | 0,06         |              |
| DRD              |             |             |                | 2.705        | 0,06         |              |
| CM               | 90          | 0,00        |                | 1.367        | 0,03         |              |
| DDD              |             |             |                | 1.126        | 0,03         |              |
| Patrioten        | 421         | 0,01        |                | 650          | 0,02         |              |
| Bewußtsein       |             |             |                | 632          | 0,01         |              |
| DP               |             |             |                | 560          | 0,01         |              |
| DS               |             |             |                | 525          | 0,01         |              |
| FVP              |             |             |                | 309          | 0,01         |              |
| FBPD             | 81          | 0,00        |                |              |              |              |
| Independientes   | 208         | 0,00        |                |              |              |              |
| Total            | 4.204.232   |             | 100            | 4.216.296    |              | 155          |